# Здравомыслов, Андрей Григорьевич
Андре́й Григо́рьевич Здравомы́слов  (18 мая 1928, Ленинград, СССР — 7 июля 2009, Москва, Российская Федерация) — советский и российский социолог, специалист в области теории интереса, социологии конфликта, методологии и методики исследований конфликта, теории власти и национальных отношений, истории социологии. Доктор философских наук (1969), профессор.

## Биография
В 1953 году окончил Ленинградский государственный университет по специальности «Философия».
В 1960 году защитил диссертацию на соискание учёной степени кандидата философских наук по теме «Проблема интереса в социологической теории» (научный руководитель Л. О. Резников). В том же году стал заместителем руководителя лаборатории социологических исследований ЛГУ (руководитель В. А. Ядов) и одним из руководителей и соавторов проекта «Человек и его работа».
В 1967—1969 годах — заведующий кафедрой марксистско-ленинской философии Ленинградской высшей партийной школы и руководитель лаборатории социологического анализа партийной работы в ЛВПШ.
В 1968—1974 годах — заведующий сектором методологии и техники социологических исследований АН СССР[уточнить].
В 1969 году защитил диссертацию на соискание учёной степени доктора философских наук по теме «Теоретические и методологические проблемы изучения социальных интересов».
В 1974—1991 годах — старший научный сотрудник Института марксизма-ленинизма при ЦК КПСС, в 1991 году — заведующий сектором социологии партии в Институте теории и истории социализма. В 1991—2003 годах — директор Центра социологического анализа конфликтов Российского независимого института социальных и национальных проблем.
В 1992—2002 годах — президент Профессиональной социологической ассоциации, преобразованной в Сообщество профессиональных социологов.
С 2003 года — главный научный сотрудник РНИСНП, а затем Института социологии РАН.
Почетный доктор Института социологии РАН, пожизненный член Международной социологической ассоциации.
Автор около 300 научных публикаций.
Дочь — социолог Елена Здравомыслова (род. 1953).

## Научные труды

### Монографии
на русском языке
- Здравомыслов А. Г. Проблема интереса в социологической теории. — Л.: Издательство ЛГУ, 1964.
- Здравомыслов А. Г., Бляхман Л. С., Шкаратан О. И. Движение рабочей силы на промышленных предприятиях. — М.: Экономика, 1965.
- Здравомыслов А. Г., Ядов В. А., Рожин В. П. Человек и его работа. Социологическое исследование. — М., «Мысль», 1967. — 392 с.
- Здравомыслов А. Г. Методология и процедура социологических исследований. — М.: Мысль, 1969. — 205 с.
- Здравомыслов А. Г. Структурно-функциональный анализ в современной социологии. // Информационный бюллетень ССА. № 6. Выпуск 1 и 2. — М.: ССА, 1968.
- Здравомыслов А. Г. Пропаганда и её восприятие (социологическое исследование эффективности). — М.: ССА. 1969.
- Здравомыслов А. Г. Потребности. Интересы. Ценности. — М.: Политиздат. 1986.
- Здравомыслов А. Г. Социология конфликта. Россия на путях преодоления кризиса. Учебное пособие для студентов высших учебных заведений. — М.: Аспект-пресс, 1994 (2-е издание, дополненное. М., 1995; 3-е издание доработанное и дополненное. M., 1996).
- Здравомыслов А. Г. Осетино-ингушский конфликт: перспективы выхода из тупиковой ситуации. — М.: «Российская политическая энциклопедия» (РОССПЭН), 1998. — 128 с. ISBN 5-86004-177-2
- Здравомыслов А. Г. Межнациональные конфликты в постсоветском пространстве. — М.: Аспект-пресс, 1997 (Переиздание — M., 1999).
- Здравомыслов А. Г. Социология российского кризиса. — М.: Наука, 1999. — 352 с. ISBN 5-02-008338-0
- Здравомыслов А. Г. Немцы о русских на пороге нового тысячелетия. Беседы в Германии: 22 экспертных интервью с представителями немецкой интеллектуальной элиты о России — её настоящем, прошлом и будущем — контент-анализ и комментарии. — М.: РОССПЭН. — 2003. — 544 с. ISBN 5-8243-0381-9
- Здравомыслов А. Г., Ядов В. А. Человек и его работа в СССР и после: Учебное пособие для вузов. 2-е изд., испр. и доп. — М.: Аспект-пресс, 2003. — 485 с.
- Кацва А. М., Цвылев Р. И., Столповский Б. Г., Москвин Л. Б., Храмцов А. Ф., Деметрадзе М. Р., Здравомыслов А. Г., Дмитриев А. В. Трудовые отношения и социальные конфликты в современной России. — М.: Современная экономика и право, 2004. — 384 с. ISBN 5-8411-0151-X
- Здравомыслов А. Г. Социология: теория, история, практика / А. Г. Здравомыслов; [отв. ред. Н. И. Лапин] ; Институт социологии РАН. — М.: Наука, 2008. — 382 с. ISBN 978-5-02-035407-4 (в пер.).
- Здравомыслов А. Г. Поле социологии в современном мире. — М.: Логос, 2010. — 410 с. ISBN 978-5-98704-466-7

на других языках
- Zdravomyslov A. G. Developments in Marxist Sociological Theory. Modern Social Problems and Theory. London: SAGE, 1986.

### Статьи
на русском языке
- Здравомыслов А. Г., Ядов В. А. О программировании конкретного социологического исследования // Вопросы философии. — 1963. — № 8.
- Здравомыслов А. Г., Ядов В. А. Опыт конкретного исследования отношения к труду // Вопросы философии. — 1964. —  № 4.
- Здравомыслов А. Г. Отношение к труду и ценностные ориентации личности рабочего // Социология в СССР. — М.: Мысль. — 1965. — Т. 2.
- Здравомыслов А. Г. Причины рациональности в современной социологической теории (гносеологические и культурологические основания) // Социологические исследования. — 1990. — № 12. — С. 3-15.
- Здравомыслов А. Г. Фундаментальные проблемы социологии конфликта и динамика массового сознания // Социологические исследования. — 1993. — № 8. — С. 12-21.
- Здравомыслов А. Г. Власть и общество // Социологический журнал. — 1994. — № 2. — С. 4-17.
- Авилова А. В., Андреев А. Л., Бызов Л. Г., Горшков М. К., Давыдова Н. М., Здравомыслов А. Г., Петухов В. В., Тихонова Н. Е., Чепуренко А. Ю. Массовое сознание россиян в период общественной трансформации: реальность против мифов // Мир России. — 1996. — Т. 5. — № 2. — С. 75-116.
- Здравомыслов А. Г. Рациональность и власть // Вопросы социологии. — № 6. — 1996. (Редактор выпуска и автор).
- Здравомыслов А. Г. Этнополитические процессы и динамика национального сознания россиян // Социологические исследования. — 1996. — № 12. — С. 23-33.
- Здравомыслов А. Г., Матвеева С. Я. Межнациональные конфликты в России // Общественные науки и современность. — 1996. — № 2. — С. 153-164.
- Здравомыслов А. Г. Релятивистская теория наций и рефлексивная политика (обоснование идеи)// Обновление России: трудный поиск решений. — Вып. 5. — М., 1997.
- Здравомыслов А. Г. Релятивистская теория наций и рефлексивная политика // Общественные науки и современность. — 1997. — № 4. — С. 115-122.
- Здравомыслов А. Г. Вехи научной биографии // Журнал социологии и социальной антропологии. — 1998. — Т. 1. — № 3. — С. 3-20.
- Здравомыслов А. Г. К обоснованию релятивистской теории нации // Релятивистская теория нации: Новый подход к исследованию этнополитической динамики России. — М., 1998.
- Здравомыслов А. Г. О пластах национального бытия//Релятивистская теория нации: Новый подход к исследованию этнополитической динамики России. — М. 1998.
- Здравомыслов А. Г. Молодёжь России: что она ценит и что она умеет? // Мониторинг общественного мнения. — 1998. — № 4.
- Здравомыслов А. Г. "Священность" этноса или релятивизм национальной конструкции? Размышления о книге В. А. Тишкова "Очерки теории и политики этничности в России" // Социологический журнал. — 1998. — № 3/4.
- Здравомыслов А. Г. Кто мы: ”националы” или ”граждане”? // Мониторинг общественного мнения. — 1998. — № 2.
- Здравомыслов А. Г. Что значит ”быть русским”? // Обновление России: трудный поиск решений. Выпуск 7. — М., 1999.
- Здравомыслов А. Г. Национальные интересы и национальная идея // Социология российского кризиса. — М., 1999.
- Здравомыслов А. Г. Теории социальной реальности в российской социологии // Мир России. — 1999. — № 2. — Т. VIII. — № 1-2. — С. 3-20. (копия)
- Здравомыслов А. Г. "Без осмысления того, что сделали мы, социологии нет” // Российская социология шестидесятых годов в воспоминаниях и документах. Под ред. Г. С. Батыгина. — СПб., 1999.
- Здравомыслов А. Г. Проблема власти в современной социологии.// Вестник РАН. — 1994. — № 4.
- Здравомыслов А. Г. От теории социального действия к системе современных обществ. Памяти Талкотта Парсонса (1902-1979) // Социология российского кризиса. М. «Наука» 1999.
- Здравомыслов А. Г. Фундаментальные проблемы социологии конфликта // Социология российского кризиса. — М. «Наука», 1999.
- Здравомыслов А. Г. Нормы права и нормы обыденной морали в свете социологии конфликта// Социология российского кризиса. — М. «Наука», 1999.
- Здравомыслов А. Г. Модернизация России с точки зрения социологии конфликта // Социология российского кризиса. — М. «Наука», 1999.
- Здравомыслов А. Г. Современный российский кризис: характеристика и истоки // Социология российского кризиса. — М. «Наука», 1999.
- Здравомыслов А. Г. Распад СССР как результат кризиса власти // Социология российского кризиса. — М. «Наука», 1999.
- Здравомыслов А. Г. Социология культуры; ключевые проблемы исследования//Homo legens. Памяти С. Н. Плотникова. — М. 1999.
- Здравомыслов А. Г. Повседневность национального самосознания // Социология российского кризиса. — М., 1999.
- Здравомыслов А. Г. О судьбах социологии в России. Размышления по поводу книги “Социология в России” М. 1998 // Социологические исследования. — 2000. — № 3. — С. 136-145.
- Здравомыслов А. Г. Власть и общество: кризис 90-х годов // Куда идет Россия? Власть, Общество, Личность. — М., 2000.
- Здравомыслов А. Г. Власть и общество: кризис 90-х годов // Общественные науки и современность. — 2000. — № 6. — С. 25-34.
- Здравомыслов А. Г. О судьбах социологии в России  // Социологические исследования. — 2000. — № 3. — С 136-145
- Здравомыслов А. Г. Interview to Prof. Ulf Himmelstrand // International Review of Sociology. — V. 10, July 2000. — pp. 241–249.
- Здравомыслов А. Г. Интересы, действия, препятствия // Кто и куда стремится вести Россию? Акторы макро-, мезо- и микроуровней современного трансформационного процесса. — М., 2001
- Здравомыслов А. Г. Трансформация смыслов в национальном дискурсе// Язык и этнический конфликт. / Под ред. М.Б. Олкотт, И. Семенова. — М.: Московский центр Карнеги, Гендальф, 2001.
- Здравомыслов А. Г. Германия—Россия: точка зрения немецкого социолога // Социологические исследования. — 2001. — № 4.
- Здравомыслов А. Г. Российский средний класс - проблема границ и численности // Социологические исследования. — 2001. — № 5.
- Здравомыслов А. Г. Россия и русские в современном немецком самосознании // Общественные науки и современность. — 2001. — № 4. — С. 103–112.
- Здравомыслов А. Г., Зимон Г. Специфика России глазами немецкого учёного // Общественные науки и современность. — 2001. — № 4. — С. 113–122.
- Здравомыслов А. Г. О национальном самосознании россиян. // Мониторинг общественного мнения : экономические и социальные перемены. — 2001. — № 1 (51). — С. 50-55.
- Здравомыслов А. Г. Насилие в повседневной жизни // Мониторинг общественного мнения: экономические и социальные перемены. — 2001. — № 4 (60). — С. 36-40.
- Здравомыслов А. Г. Национальное самосознание россиян // Мониторинг общественного мнения: экономические и социальные перемены. — 2002. — № 2 (58). — С. 48-54.
- Здравомыслов А. Г. Об одном умственном эксперименте, обращенном к российском реалиям (по поводу книги Маркку Кивинена «Прогресс и хаос: социологический анализ прошлого и будущего России») //Вопросы философии
- Здравомыслов А. Г. Глазами доброго соседа (О книге М. Койвисто “Русская идея”.) // Социологическое обозрение. 2002. vol. 2. No 2.
- Здравомыслов А. Г., Цуциев А. А. Этничность и этническое насилие: противостояние теоретических парадигм // Социологический журнал. — 2003. — № 3.
- Здравомыслов А. Г. Варианты социологического мышления в современной России // Социология и современная Россия. — М.: ГУ ВШЭ, 2003.
- Здравомыслов А. Г. Национальный вопрос и демократизация российского политического пространства // Куда пришла Россия?.. Итоги социетальной трансформации. — М., 2003.
- Здравомыслов А. Г. Представления россиян об ответственности экономической элиты перед обществом // Вестник общественного мнения: Данные. Анализ. Дискуссии. — 2004. — № 6 (74). — С. 42-51.
- Здравомыслов А. Г. Ответственность экономической элиты: мнения россиян // Общественные науки и современность. — 2005. — № 1. — С. 45-58.
- Здравомыслов А. Г. Проблема преемственности и прерывности в российской социологии // Вестник РГНФ. — 2006. — № 4. — С. 92-102
- Здравомыслов А. Г. Социология как жизненное кредо // Социологический журнал. — 2006. — № 3-4. — С. 151-186
- Здравомыслов А. Г. Поле социологии: дилемма автономности и ангажированности в свете наследия перестройки // Общественные науки и современность. — 2006. — № 1. — С. 5-20.
- Здравомыслов А. Г. Ожидание будущего и его прогноз (социологические аспекты)// Россия реформирующаяся. Ежегодник / Отв. Ред. М. К. Горшков. — Вып. 6. — М.: Институт социологии РАН, 2007. — С. 40-54. ISBN 978-5-89697-121-4
- Здравомыслов А. Г. Национальные социологические школы в современном мире // Общественные науки и современность. — 2007. — № 5. — С. 114-130. (копия)
- Здравомыслов А. Г. К вопросу о периодизации социологии в России // Журнал социологии и социальной антропологии. — 2007. —  Т. 10. — № 3. — С. 38-51.
- Здравомыслов А. Г. Тройственная интерпретация культуры и границы социологического знания // Социологические исследования. — 2008. — № 8
- Здравомыслов А. Г. К вопросу о культуре социологического мышления  // Официальный сайт ИС РАН, 2008.
- Здравомыслов А. Г. К вопросу о культуре социологического мышления // Социологические исследования. — 2008. — № 5. — С. 4-15.
- Здравомыслов А. Г. Сравнительный анализ национальных социологических школ в их отношении к национальным культурам  // Официальный сайт ИС РАН, 2008.
- Здравомыслов А. Г. Тройственная интерпретация культуры и границы социологического знания (статья вторая)  // Официальный сайт ИС РАН, 2008.
- Здравомыслов А. Г. Тройственная интерпретация культуры и границы социологического знания // Социологические исследования. — 2008. — № 8. — С. 3-18.
- Здравомыслов А. Г. К вопросу о культуре социологического мышления // Социологические исследования. — 2008. — № 5
- Здравомыслов А. Г. Социология во Франции  // Официальный сайт ИС РАН, 2009.
- Здравомыслов А. Г. О принципах социологического мышления. Несостоявшееся выступление на Пленарной сессии Всероссийского социологического конгресса 21 октября 2008 года // Журнал социологии и социальной антропологии. — 2009. — Т. 12. — № 3. — С. 212-216.
- Здравомыслов А. Г. "Меня никогда не интересовало коллективное производство идей" // Экономическая социология. — 2008. — Т. 9. — № 1. — С. 8-19.
- Здравомыслов А. Г. Сравнительный анализ национальных социологических школ в их отношении к национальным культурам // Вестник Института социологии. — 2010. — № 1. — C. 179-202

на других языках
- Zdravomyslov A. G., Yadov V. A.Effect of vocational distinctions on the attitude to work// Industry and Labour in the U.S.S.R. (edited by G. V. Osipov) Tavistock Publications. 1966.
- Zdravomyslov A. G. Scientific and Technological Revolution as a Factor in New Political Thinking. // "The New Technological Challenge". ed. by Piotr Sztompka, The UN University, Tokyo-Krakov. 1988.
- Zdravomyslov A. G. The Principle of Rationality in Contemporary Sociological Theory. Epistemological and Culturological Foundations // Soviet Sociology. A Journal of Translations. November-December, 1991. — Vol. 30. — № 6.
- Zdravomyslov A. G. Sociology in Russia. Sociological Research, January-February 1995. M.E. Sharpe, N.Y. 1994.
- Zdravomyslov A. G. National-Ethnic Conflicts and the Formation of a Russian State. // "Russian Politics & Law", May-June 1995. M. E. Sharpe, N.Y. 1995.
- Zdravomyslov A. G. Nationality and Nationalism in the Course of Reforms in Russia. Paper presented for the 13-th World Sociological Congress. Bielefeld, Germany. July, 1994. // Jason Magazine. — № 1. — 1995.
- Zdravomyslov A. G., Tsutsiev A. A. Ethnic and Cultural Aspects of Poverty // Poverty and Social Exclusion in Russia. Alder Short, Ashgate, 2003.

## Научная редакция
- Рэндалл Коллинз Макросоциологическое предсказание: пример коллапса СССР / Пер. с англ. В.Г. Кузьминова, науч. ред. А.Г. Здравомыслова (заключительная часть) с. 35-52 // Социологический журнал. — 2008. — № 4

## Интервью
- А. Г. Здравомыслов: «Социология как жизненное кредо» (Интервью Б. Докторова с А. Здравомысловым) // Социологический журнал. — 2006. — № 3. — С. 111–148.